# Première bataille de Chattanooga
Guerre de Sécession
Batailles
Campagne du Kentucky
- Lebanon
- 1re Chattanooga
- 1re Murfreesboro
- Cumberland Gap
- Cincinnati
- Richmond
- Munfordville
- Augusta
- Perryville

La première bataille de Chattanooga est une bataille mineure d'artillerie de la guerre de Sécession qui s'est déroulée les 7 et 8 juin 1862.

## Contexte
À la fin du printemps 1862, la Confédération divise ses forces à Chattanooga au Tennessee en plusieurs petits commandements dans une tentative pour compliquer les opérations de l'Union. Le major général Ormsby M. Mitchel reçoit l'ordre d'amener sa division à Huntsville, Alabama, pour réparer les voies ferrées de la région. Rapidement, il occupe plus de 160 kilomètres le long des voies ferrées de Nashville & Chattanooga et Memphis & Charleston. En mai, Mitchel et ses hommes s’entraînent avec ceux du major général Edmund Kirby Smith.

## Bataille
Après que Mitchel a reçu le commandement de toutes les troupes fédérales entre Nashville et Huntsville le 29 mai 1862, il donne l'ordre au brigadier général James Negley de lancer une expédition à la tête d'une petite division pour capturer Chattanooga. Cette force arrive devant Chattanooga le 7 juin 1862. Negley ordonne au 79th Pennsylvania Infantry de faire une reconnaissance. Il trouve les confédérés retranchés sur la rive opposée de la rivière le long des rives et au sommet de la colline Cameron. Negley met en place deux batteries d'artillerie pour ouvrir le feu sur les troupes rebelles et la ville, et il envoie l'infanterie sur les rives pour agir en tant que tireurs d'élite. Le bombardement de Chattanooga se poursuit toute la journée du 7 juin 1862 et jusqu'à midi le 8 juin 1862. Les confédérés répondent, mais la réponse n'est pas coordonnée puisque les artilleurs indisciplinés ont l'autorisation d'agir comme ils le souhaitent. Le 10 juin 1862, Smith, qui est arrivé le 8 juin 1862, rapporte que Negley s'est retiré et que les pertes confédérées sont mineures. Cette attaque sur Chattanooga  est un avertissement qui montre que les troupes de l'Union peuvent monter des attaques quand ils le veulent. L'attaque incite aussi Edmund Kirby Smith à retirer les troupes confédérées d'autres régions pour défendre Chattanooga. Ce redéploiement de troupes permet à George W. Morgan de capturer Cumberland Gap le 18 juin 1862.